# Selecció de futbol del País Basc
La Selecció de futbol del País Basc (en euskera Euskal Herriko Selekzioa) és un equip que acull a jugadors del País Basc, que voluntàriament vulguin formar-ne part. La seva organització està al càrrec de la Federació Basca de Futbol. Els estatuts de la FIFA dicten que perquè una selecció pugui participar en competicions internacionals oficials, ha de representar un estat independent o ha de tenir l'autorització expressa de la federació del país corresponent (en aquest cas de la Federació Espanyola de Futbol). Com la selecció no compleix els requisits no té reconeixement per part de la FIFA i, per tant, només pot jugar partits de caràcter amistós.

## Història
Durant la Segona República Espanyola va jugar sota les denominacions de Vasconia i Euzkadi. Després de la caiguda del franquisme va portar els noms de "selecció d'Euzkadi" o " d'Euskadi". L'any 2007 va canviar la seva denominació a "selecció d'Euskal Herria (en euskera Euskal Herriko Selekzioa), reprenent el 2008, no sense polèmica, l'antic nom de "selecció d'Euskadi".
En els últims temps, els partits de la selecció basca estan marcats per un profund ambient reivindicatiu a favor de l'oficialitat de la selecció i la independència. En les categories inferiors, el combinat sol rebre el nom de "selecció del País Basc" o "selecció d'Euskadi" i representa exclusivament a la comunitat autònoma del País Basc (Espanya).

## Inicis (1915)
A principis del segle xx els jugadors del País Basc disputaven les trobades entre regions espanyoles en el combinat creat l'any 1915 sota el nom de "Selecció Nord", que incloïa també a jugadors de Cantàbria. En els seus primers partits va vèncer a Madrid per 1-0 a la catalana i va empatar a un amb els madrilenys. Al maig de 1916 la "Selecció Nord" es va enfrontar a la selecció de Barcelona, vencent per 1-3 i 5-0.
El 1922 es van crear equips separats per bascos i cantàbrics, en no acceptar aquests últims el canvi de nom de la Federació Nord per Federació Biscaïna. Als anys 1930 i 1931, amb el nom de Vasconia, va jugar dos partits contra la selecció catalana vencent novament en ambdós partits per 0-1 a Montjuïc i per 3-2 a Bilbao.

## La selecció basca durant la Guerra Civil (1937-1939)
El 1937 durant la Guerra Civil espanyola, el primer lehendakari, José Antonio Aguirre, que havia estat jugador de l'Athletic Club, va organitzar una selecció anomenada d'Euzkadi per tal d'aconseguir fons a l'estranger per a la guerra civil. L'equip estava format per:
- Porters: Gregorio Blasco (Athletic) i Rafael Egusquiza (Arenas).
- Defenses: Serafín Aedo (Betis), Pedro Areso (FC Barcelona) i Pablito Barcos
- Centrecampistes: Leonardo Cilaurren (Athletic), José Muguerza (Athletic), Pedro Regueiro (Madrid), Roberto Echevarría (Athletic), Ángel Zubieta (Athletic), Sabino Aguirre (Nîmes) i Enrique Larrinaga (Racing)
- Davanters: José Iraragorri (Athletic), Emilín Alonso (Madrid), Isidro Lángara (Oviedo), Luis Regueiro (Madrid), Chirri II (sense equip), José Manuel Urquiola (Ath. Madrid) i Guillermo Gorostiza (Athletic)

Com a entrenador Pedro Vallana, com a massatgista Perico Birichinaga, i com a delegat Ricardo Irezábal. Va debutar guanyant al parisenc Parc dels Prínceps al campió de la lliga francesa, el Racing de París per 0-3 i posteriorment al Olympique de Marsella per 1-5. La primera derrota va ser 3-2 contra Txecoslovàquia.
Entre 1937 i 1938 va jugar també contra el Lokomotiv (1-5), dues vegades més contra el Olympique de Marsella (2-5 i 3-1), Txecoslovàquia (2-1), selecció de Silèsia (4-5), Lokomotiv (0-5), Dinamo de Moscou (0-1), Dinamo de Leningrad (2-2), FC Dinamo de Kíev(1-3), Dinamo Tbilisi (0-2), selecció de Geòrgia (1-3), Spartak de Moscou (6-2), FC Dinamo Moscou (4-7), Dinamo de Minsk (1-6), selecció de Noruega (1-3), Selecció de treballadors de Noruega (2-3) i per acabar la major golejada contra la selecció de Dinamarca (1-11).
Després de la caiguda de Bilbao l'equip va creuar l'Atlàntic per jugar a Mèxic on va guanyar en 13 dels seus 17 partits i a Cuba on va guanyar tots els partits disputats a excepció d'un sol empat contra la Joventut Asturiana (4-4).
Va jugar amb el nom de Club Deportivo Euzkadi la Lliga amateur del Districte Federal, una de les dues principals lligues mexicanes, a la temporada 38-39 en la qual participaven altres equips de tradició peninsular com el Real Club España i l'Asturias FC. El web de la selecció d'Euskadi indica que es va proclamar campiona, amb 13 victòries, un empat i tres derrotes, si bé la web de la Federació Mexicana de Futbol indica que aquest any va ser l'Asturias el campió. Acabada la guerra civil l'equip es va dissoldre percebent cada integrant com a recompensa 10.000 pessetes. Alguns dels seus jugadors es van quedar a Amèrica i van participar en les competicions llatinoamericanes.

## Ressorgiment (1979)
Fins al 16 d'agost de 1979 no tornaria a jugar cap partit a causa de la dictadura. El combinat va disputar aquest primer partit amb el nom d'Euskadi a l'estadi San Mamés durant la Setmana Gran, amb victòria davant Irlanda (4-1) i la prohibició governamental expressa que sonés l'himne basc (Gernikako Arbola) a l'inici del partit, cosa que va fer que el Lehendakari Garaikoetxea abandonés la llotja, gest que va ser acompanyat pels presidents de les diputacions i els alcaldes de les capitals basques. El Club Atlètic Osasuna va ser l'únic club amb jugadors convocats en negar-se a aportar jugadors. Langara i Iraragorri van fer el servei d'honor i Iribar va exercir com a capità. La trobada es va disputar dins d'una de les manifestacions culturals que més repercussió va tenir en la societat basca, com va ser la campanya a favor de l'euskera "Bai Euskarari", organitzada per Sustraiak.
Mesos després repetiria èxit a Sant Sebastià en el mític estadi d'Atocha enfront de Bulgària (4-0). El 1980 a Vitòria enfront d'Hongria va perdre per 1-5.
Des de llavors ha jugat 20 partits amb només 3 derrotes. Entre d'altres: Tottenham Hotspur FC (4-0), Romania (2-2), Bolívia (3-1), Rússia (1-0), Paraguai (1-1), Estònia (3-0), Iugoslàvia (3-0), Uruguai (5-1), Nigèria (5-1), Marroc (3-2), Ghana (3-2), Selecció de futbol de Macedònia (1-1), Uruguai (2-1), Bulgària (2-0) derrotes contra Camerun (0-1) i empat a dos gols el 2007 contra Catalunya al Camp Nou.
El 20 de juny de 2007, després de 69 anys sense jugar fora d'Espanya, la selecció d'Euskadi es va enfrontar a la selecció de futbol de Veneçuela a San Cristóbal (Veneçuela), guanyant per 3-4. L'últim partit fora, en plena Guerra Civil espanyola, havia estat davant la selecció de futbol de Cuba a l'Havana el 20 de juny de 1938. La selecció d'Euskadi va vèncer llavors per un contundent 0-6.

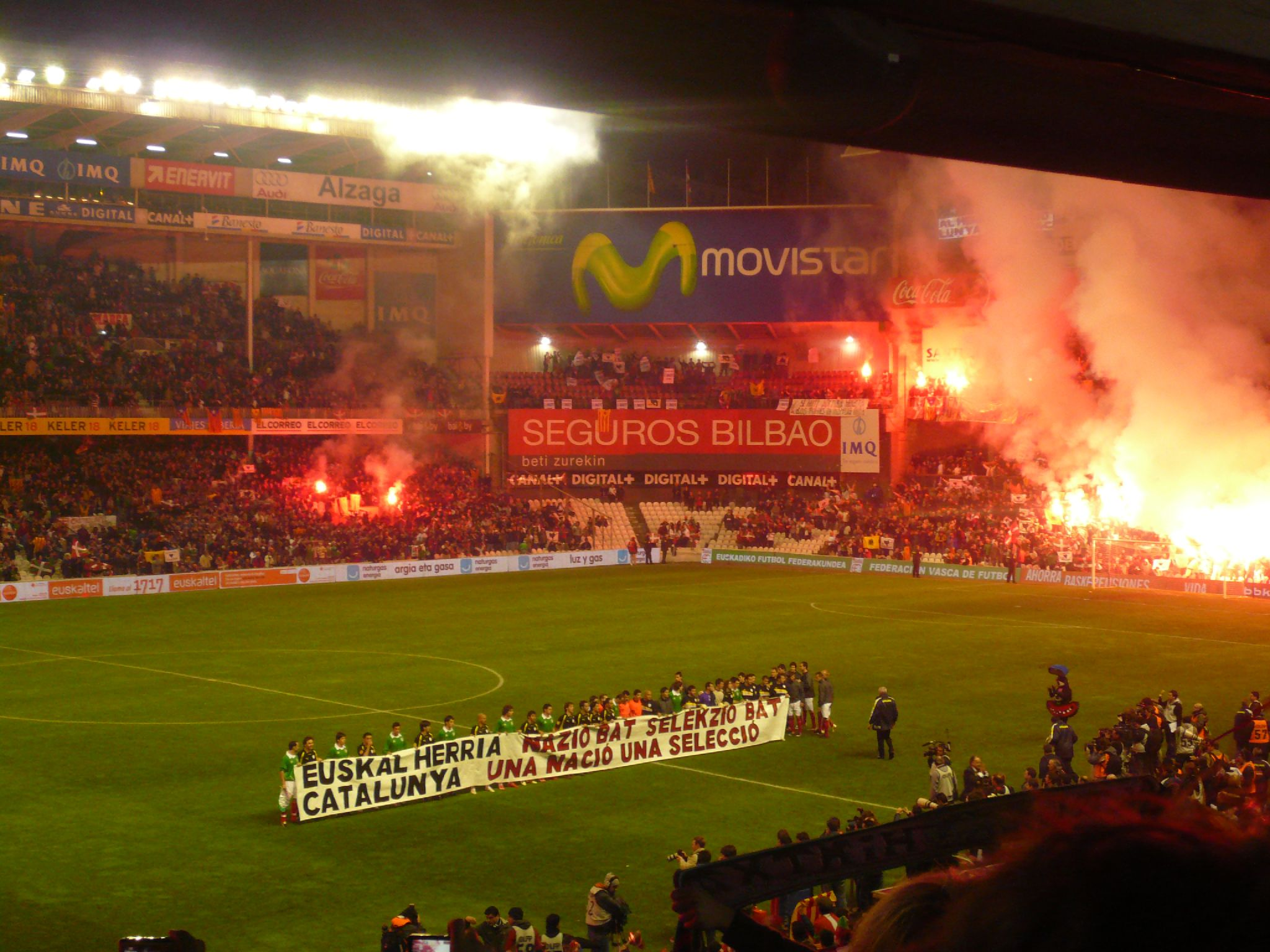
Prolegòmens del partit disputat el desembre de 2007 contra Catalunya. Els jugadors dels dos equips porten una pancarta amb el lema "Una nació, una selecció".

## Selecció d'Euskal Herria (2007)
El 29 de desembre de 2007 va jugar un partit amistós contra la selecció de Catalunya a San Mamés, per primera vegada sota el nom d'Euskal Herria. El resultat va ser d'Euskal Herria 1 - 1 Catalunya El canvi de denominació impulsat per la Federació Basca ha estat objecte de rebuig per part de polítics afins al Partit Nacionalista Basc, incloent al mateix lehendakari Juan José Ibarretxe.

## De nou selecció d'Euskadi (2008)
Per al partit amistós programat per al descans nadalenc de la temporada 2008/2009, la Federació Basca de Futbol havia proposat tornar a l'equip la denominació anterior, "selecció d'Euskadi". Nombrosos futbolistes bascos van signar un comunicat anunciant que no anirien a la convocatòria si no era per jugar sota el nom "Euskal Herria". La polèmica va transcendir l'àmbit esportiu i en contra d'aquest manifest es van posicionar el PNB, el PSE - PSOE i el PP, en favor del mateix es van mostrar EA, IU- EB i ANB.

## Consens: Euskal Selekzioa (2009-2010)

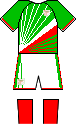
Equipament de 2010

Finalment, l'any 2009 es va arribar a un consens amb el nom d'"Euskal Selekzioa" (que en català significa Selecció Basca). Però discrepàncies entre la federació i jugadors va provocar novament que el partit previst contra la selecció de l'Iran no es jugués. L'any 2010 en canvi i malgrat que novament no hi va haver acord entre jugadors i federació, els jugadors van acceptar jugar el partit que es va disputar el 29 de desembre a San Mamés, entre la selecció Basca i la selecció de futbol de Veneçuela. En aquest partit se li va donar la insígnia d'or de la Federació Basca de Futbol a Joseba Etxeberria, exjugador de l'Athletic Club de Bilbao, per ser el futbolista basc que més partits ha disputat amb la selecció basca, el qual va efectuar el servei d'honor.

## Oficialitat
Les seleccions autonòmiques d'Espanya no poden participar en competicions oficials internacionals, únicament poden competir oficialment com a selecció autonòmica en el si de les competicions de la Federació Espanyola de Futbol. La Federació Basca de Futbol reivindica la seva oficialitat, però, en no tenir la federació basca el permís de la federació espanyola, la FIFA no permet la seva participació, ja que exigeix aquest requisit a totes les federacions amb selecció nacional.

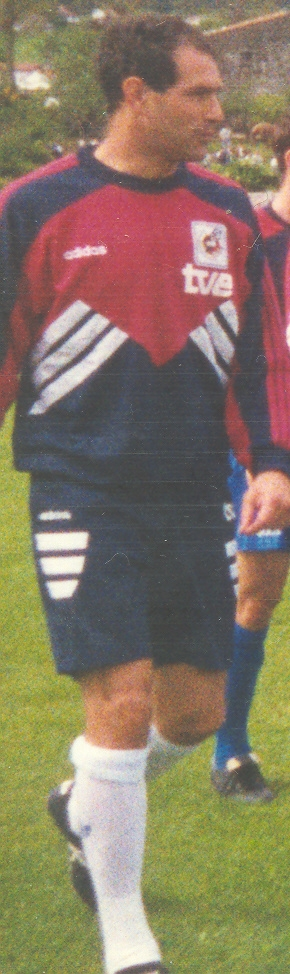
Andoni Zubizarreta (4 partits amb la tricolor basca) és el jugador que més partits ha disputat en la història de la selecció espanyola (126), de la qual va ser durant anys el capità.

## Jugadors internacionals
Els següents jugadors de la selecció basca han disputat partits internacionals oficials amb la selecció espanyola (francesa, en el cas de Lizarazu):
| - José Ramón Alexanko - Rafael Alkorta - Periko Alonso - Xabi Alonso - Genar Andrinua - Aranzábal - Luis Miguel Arconada - José Mari Bakero - Bata - Belauste - Txiki Begiristain - Gregorio Blasco - Iván Campo - Genaro Celayeta - Dani - Asier del Horno - De Pedro - Joseba Etxeberria - Agustín Gajate - Gaztelu |  | - Andoni Goikoetxea - Jon Andoni Goikoetxea - Guillermo Gorostiza - Alberto Gorriz - Julen Guerrero - Santiago Idígoras - Andoni Imaz - José Ángel Iribar - Javier Irureta - Aitor Karanka - Inaxio Kortabarria - Isidro Lángara - Juan Antonio Larrañaga - Mikel Lasa - Bixente Lizarazu - Julen Lopetegui - Aitor López Rekarte - Luis María López Rekarte - Roberto López Ufarte - Gaizka Mendieta |  | - Pablo Orbaiz - Pichichi - Luis Regueiro - Julio Salinas - Jesús María Satrústegui - Tiko - Pedro Uralde - Ismael Urzaiz - Urruti - Ernesto Valverde - Jesús María Zamora - Cuco Ziganda - Ángel Zubieta - Andoni Zubizarreta |

## Equip actual
| Dorsal | Posició | Jugador              | Data de naixement/edat | Partits | Gols | Club           |
| ------ | ------- | -------------------- | ---------------------- | ------- | ---- | -------------- |
| 1      | POR     | Gorka Iraizoz        | 6 de març de 1981      | 10      | 0    | Athletic Club  |
|        | POR     | Asier Riesgo         | 6 d'octubre de 1983    | 6       | 0    | SD Eibar       |
|        | DEF     | Mikel San José       | 30 de maig de 1989     | 4       | 0    | Athletic Club  |
| 4      | DEF     | Ion Ansotegi         | 13 de juliol de 1982   | 4       | 0    | Reial Societat |
| 5      | DEF     | Iñigo Martínez       | 17 de maig de 1991     | 4       | 0    | Reial Societat |
|        | DEF     | Jon Aurtenetxe       | 3 de gener de 1992     | 3       | 0    | CD Tenerife    |
| 3      | DEF     | Mikel Balenziaga     | 29 de febrer de 1988   | 3       | 0    | Athletic Club  |
| 2      | DEF     | Carlos Martínez      | 9 d'abril de 1986      | 2       | 0    | Reial Societat |
|        | DEF     | Xabier Etxeita       | 31 d'octubre de 1987   | 1       | 0    | Athletic Club  |
|        | DEF     | Eneko Bóveda         | 14 de desembre de 1988 | 1       | 0    | Athletic Club  |
|        | DEF     | Yuri Berchiche       | 10 de febrer de 1990   | 1       | 0    | Reial Societat |
| 10     | MIG     | Xabi Prieto (capità) | 29 d'agost de 1983     | 11      | 0    | Reial Societat |
|        | MIG     | Markel Susaeta       | 14 de desembre de 1987 | 5       | 1    | Athletic Club  |
| 8      | MIG     | Beñat Etxebarria     | 19 de febrer de 1987   | 4       | 0    | Athletic Club  |
| 6      | MIG     | Ander Iturraspe      | 8 de març de 1989      | 4       | 0    | Athletic Club  |
|        | MIG     | Markel Bergara       | 5 de maig de 1986      | 3       | 0    | Reial Societat |
|        | MIG     | Roberto Torres       | 7 de març de 1989      | 2       | 1    | CA Osasuna     |
| 7      | MIG     | Ander Capa           | 8 de febrer de 1992    | 1       | 0    | SD Eibar       |
|        | MIG     | Dani García          | 24 de maig de 1990     | 1       | 0    | SD Eibar       |
| 9      | DAV     | Aritz Aduriz         | 11 de febrer de 1981   | 9       | 10   | Athletic Club  |
| 11     | DAV     | Ibai Gómez           | 11 de novembre de 1989 | 3       | 1    | Athletic Club  |
|        | DAV     | Mikel Arruabarrena   | 9 de febrer de 1983    | 1       | 0    | SD Eibar       |

## Vegeu tembé
- Selecció femenina de futbol del País Basc